# 에티오피아 해군
에티오피아 해군(Ethiopian Navy, 1974년까지의 명칭: Imperial Ethiopian Navy)은 1955년부터 1991년까지 에티오피아에 존재한 군사기관이다. 1993년에 에리트레아가 독립한 이래 현재 이 나라는 내륙국으로 머물러 있다.

## 에티오피아 제국 해군
에티오피아는 제2차 세계대전 이후 이탈리아로부터 에리트레아 지역을 수복하고 1955년 '에티오피아 제국 해군'을 창설했다. 아디스아바바에 해군본부를 세웠으며, 마사와에 해군기지를 두었다. 장교 양성 기관으로 '에티오피아 제국 해군사관학교'가 5년제 과정으로 존재하였으며, 1956년 아스마라에 설치되었다. '에티오피아 제국 해군 부사관학교'는 1957년 마사와에 세워졌다.
황제 하일레 셀라시에 1세에 의하여 노르웨이 왕립 해군 출신의 장교가 사관생도들을 훈련시킬 수 있었으며, 이들이 해군을 이끌어나갔다. 영국 해군은 조언자의 위치에 서 있었다. 에티오피아 장교들은 이탈리아의 리보르노에서 좀 더 체계적인 교육을 받았다.
제국 해군의 함대는 모두 소규모 함대로 이루어져 있었으며, 모두 미국이나 유럽에서 수입한 것들이었다. 1942년 미국에서 취역된 USS Orca (AVP-49)는 1962년 에티오피아에 매각되었으며, 에티오피아는 이 함대의 이름을 에티오피아 (A-01)로 정하였다. 이 배는 훈련함으로 사용하였다.

## 공산화 이후
제정은 1974년에 폐지되었고, 이듬해 공산화되었다. 해군의 명칭도 '에티오피아 해군'으로 바뀌었다. 이 당시 해군 장교들은 미국이나 유럽 대신 레닌그라드에서 교육을 받았다. 1991년 당시 보유한 군함은 다음과 같다. 대부분 소련에서 수입한 것이다.
- 프리깃함 2척
- 미사일 고속정 8척
- 어뢰정 6척
- 초계함정 6척
- 수륙양용차 2대
- 훈련함 2척

## 해군의 최후
에티오피아 내전과 에리트레아 독립 전쟁을 거치고 난 후 에리트레아는 독립하였고 결국 에티오피아는 내륙국이 되었다. 해군도 이 때 해체되었다. 그동안 소유하고 있던 군함들도 지부티에 매각하거나 에리트레아에 넘겨주었다.

## 같이 보기
- 에티오피아 국방부
- 에티오피아 (A-01)